# Como Ler um Livro
Como Ler um Livro, ou Como Ler Livros (título da edição lançada no Brasil em 2010) foi escrito em 1940 pelo filósofo Mortimer J. Adler. Em 1972 o livro recebeu uma grande revisão em co-autoria com o editor Charles Van Doren, que fornece diretrizes para a leitura crítica de bons e ótimos livros de qualquer tradição. A revisão de 1972, além da primeira edição, trata de gêneros (poesia, história, ciência, ficção, etc.), leitura inspecional e sintópica.

## Visão geral da edição de 1972
Como Ler um Livro é dividido em quatro partes, cada uma composta por vários capítulos.

### Parte I: As dimensões da leitura
Adler explica a quem o livro se destina, define diferentes classes de leitura e informa quais classes serão abordadas. Ele também faz um breve argumento a favor dos Grandes Livros e explica suas razões para escrever Como Ler um Livro .
Existem três tipos de conhecimento: prático, informativo e abrangente. Ele discute os métodos de aquisição de conhecimento, concluindo que o conhecimento prático, apesar de ensinável, não pode ser verdadeiramente dominado sem experiência; que apenas o conhecimento informacional pode ser adquirido por alguém cujo entendimento seja igual ao do autor; essa compreensão (insight) é melhor aprendida com quem alcançou o referido entendimento - uma "comunicação original".
O argumento de Adler para a leitura dos Grandes Livros é a ideia de que a comunicação direta daqueles que descobriram uma ideia pela primeira vez é a melhor maneira de obter entendimento; que qualquer livro que não represente comunicação original é inferior, como fonte, ao original, e que qualquer professor, exceto aqueles que descobriram o assunto que ensina, é inferior aos Grandes Livros como fonte de compreensão.
Adler passa boa parte desta primeira seção explicando por que foi obrigado a escrever este livro. Ele afirma que poucas pessoas conseguem ler um livro para entendê-lo, mas acredita que a maioria é capaz disso, dadas as instruções corretas e a vontade de fazê-lo. É sua intenção fornecer essa instrução. Ele leva um tempo para contar ao leitor como ele acredita que o sistema educacional falhou em ensinar aos alunos a arte de ler bem, até e incluindo instituições de graduação e nível universitário. Ele conclui que, devido a essas deficiências na educação formal, cabe aos indivíduos cultivar essas habilidades em si mesmos. Ao longo desta seção, ele relata anedotas e resumos de sua experiência na educação como suporte para essas afirmações.

### Parte II: O Terceiro Nível de Leitura: Leitura Analítica
Aqui, Adler estabelece seu método para ler um livro de não ficção, a fim de obter entendimento. Ele afirma que três abordagens distintas, ou leituras, devem ser todas feitas para tirar o máximo proveito possível de um livro, mas executar esses três níveis de leitura não significa necessariamente ler o livro três vezes, como o leitor experiente será capaz de fazê-los no decorrer da leitura do livro apenas uma vez. Adler nomeia as leituras de "estrutural", "interpretativa" e "crítica", nessa ordem.
Estágio Estrutural: O primeiro estágio da leitura analítica se preocupa em entender a estrutura e o objetivo do livro. Começa com a determinação do tópico básico e do tipo do livro que está sendo lido, para melhor antecipar o conteúdo e compreender o livro desde o início. Adler diz que o leitor deve distinguir entre livros práticos e teóricos, além de determinar o campo de estudo que o livro aborda. Além disso, Adler diz que o leitor deve observar quaisquer divisões no livro e que elas não estão restritas às divisões dispostas no índice. Por fim, o leitor deve descobrir quais problemas o autor está tentando resolver.
Etapa Interpretativa: A segunda etapa da leitura analítica envolve a construção dos argumentos do autor. Isso requer que o leitor observe e compreenda frases e termos especiais que o autor usa. Feito isso, Adler diz que o leitor deve encontrar e trabalhar para entender cada proposição que o autor lança, bem como o apoio do autor a essas proposições.
Estágio Crítico: No terceiro estágio da leitura analítica, Adler orienta o leitor a criticar o livro. Ele afirma que, ao entender as proposições e argumentos do autor, o leitor foi elevado ao nível de entendimento do autor e agora é capaz (e obrigado) de julgar o mérito e a precisão do livro. Adler defende o julgamento de livros com base na solidez de seus argumentos. Adler diz que não se pode discordar de um argumento, a menos que se possa encontrar uma falha em seu raciocínio, fatos ou premissas, embora se sinta livre para não gostar dele em qualquer caso.
O método apresentado às vezes é chamado de método de avaliação de proposição de estrutura (SPE), embora esse termo não seja usado no livro.

### Parte III: Abordagens para diferentes tipos de leitura
Na Parte III, Adler discute brevemente as diferenças na abordagem de vários tipos de literatura e sugere a leitura de vários outros livros. Ele explica um método de abordagem dos Grandes Livros - leia os livros que influenciaram um determinado autor antes de ler as obras desse autor - e fornece vários exemplos desse método.

### Parte IV: Os objetivos finais da leitura
A última parte do livro cobre o quarto nível de leitura: leitura sintópica. Nesse estágio, o leitor amplia e aprofunda seu conhecimento sobre um determinado assunto - por exemplo, amor, guerra, física de partículas etc. - lendo vários livros sobre esse assunto. Nas páginas finais desta parte, o autor expõe os benefícios filosóficos da leitura: "crescimento da mente", experiência mais completa como um ser consciente.

## Lista de leitura (edição 1972)
O apêndice A, da edição de 1972, forneceu a seguinte lista de leitura recomendada:
1. Homer – Iliad, Odyssey
2. The Old Testament
3. Aeschylus – Tragedies
4. Sophocles – Tragedies
5. Herodotus – Histories
6. Euripides – Tragedies
7. Thucydides – History of the Peloponnesian War
8. Hippocrates – Medical Writings
9. Aristophanes – Comedies
10. Plato – Dialogues
11. Aristotle – Works
12. Epicurus – Letter to Herodotus; Letter to Menoecus
13. Euclid – Elements
14. Archimedes – Works
15. Apollonius of Perga – Conic Sections
16. Cicero – Works
17. Lucretius – On the Nature of Things
18. Virgil – Works
19. Horace – Works
20. Livy – History of Rome
21. Ovid – Works
22. Plutarch – Parallel Lives; Moralia
23. Tacitus – Histories; Annals; Agricola; Germania
24. Nicomachus of Gerasa – Introduction to Arithmetic
25. Epictetus – Discourses; Encheiridion
26. Ptolemy – Almagest
27. Lucian – Works
28. Marcus Aurelius – Meditations
29. Galen – On the Natural Faculties
30. The New Testament
31. Plotinus – The Enneads
32. St. Augustine – On the Teacher; Confessions; City of God; On Christian Doctrine
33. The Song of Roland
34. The Nibelungenlied
35. The Saga of Burnt Njál
36. St. Thomas Aquinas – Summa Theologica
37. Dante Alighieri – The Divine Comedy;The New Life; On Monarchy
38. Geoffrey Chaucer – Troilus and Criseyde; The Canterbury Tales
39. Leonardo da Vinci – Notebooks
40. Niccolò Machiavelli – The Prince; Discourses on the First Ten Books of Livy
41. Desiderius Erasmus – The Praise of Folly
42. Nicolaus Copernicus – On the Revolutions of the Heavenly Spheres
43. Thomas More – Utopia
44. Martin Luther – Table Talk; Three Treatises
45. François Rabelais – Gargantua and Pantagruel
46. John Calvin – Institutes of the Christian Religion
47. Michel de Montaigne – Essays
48. William Gilbert – On the Loadstone and Magnetic Bodies
49. Miguel de Cervantes – Don Quixote
50. Edmund Spenser – Prothalamion; The Faerie Queene
51. Francis Bacon – Essays; Advancement of Learning; Novum Organum, New Atlantis
52. William Shakespeare – Poetry and Plays
53. Galileo Galilei – Starry Messenger; Dialogues Concerning Two New Sciences
54. Johannes Kepler – Epitome of Copernican Astronomy; Concerning the Harmonies of the World
55. William Harvey – On the Motion of the Heart and Blood in Animals; On the Circulation of the Blood; On the Generation of Animals
56. Thomas Hobbes – Leviathan
57. René Descartes – Rules for the Direction of the Mind; Discourse on the Method; Geometry; Meditations on First Philosophy
58. John Milton – Works
59. Molière – Comedies
60. Blaise Pascal – The Provincial Letters; Pensees; Scientific Treatises
61. Christiaan Huygens – Treatise on Light
62. Benedict de Spinoza – Ethics
63. John Locke – Letter Concerning Toleration; Of Civil Government; Essay Concerning Human Understanding; Thoughts Concerning Education
64. Jean Baptiste Racine – Tragedies
65. Isaac Newton – Mathematical Principles of Natural Philosophy; Optics
66. Gottfried Wilhelm Leibniz – Discourse on Metaphysics; New Essays Concerning Human Understanding; Monadology
67. Daniel Defoe – Robinson Crusoe
68. Jonathan Swift – A Tale of a Tub; Journal to Stella; Gulliver's Travels; A Modest Proposal
69. William Congreve – The Way of the World
70. George Berkeley – Principles of Human Knowledge
71. Alexander Pope – Essay on Criticism; Rape of the Lock; Essay on Man
72. Charles de Secondat, baron de Montesquieu – Persian Letters; Spirit of Laws
73. Voltaire – Letters on the English; Candide; Philosophical Dictionary
74. Henry Fielding – Joseph Andrews; Tom Jones
75. Samuel Johnson – The Vanity of Human Wishes; Dictionary; Rasselas; The Lives of the Poets
76. David Hume – Treatise on Human Nature; Essays Moral and Political; An Enquiry Concerning Human Understanding
77. Jean-Jacques Rousseau – On the Origin of Inequality; On the Political Economy; Emile – or, On Education, The Social Contract
78. Laurence Sterne – Tristram Shandy; A Sentimental Journey through France and Italy
79. Adam Smith – The Theory of Moral Sentiments; The Wealth of Nations
80. Immanuel Kant – Critique of Pure Reason; Fundamental Principles of the Metaphysics of Morals; Critique of Practical Reason; The Science of Right; Critique of Judgment; Perpetual Peace
81. Edward Gibbon – The Decline and Fall of the Roman Empire; Autobiography
82. James Boswell – Journal; Life of Samuel Johnson, Ll.D.
83. Antoine Laurent Lavoisier – Traité Élémentaire de Chimie (Elements of Chemistry)
84. Alexander Hamilton, John Jay, and James Madison – Federalist Papers
85. Jeremy Bentham – Introduction to the Principles of Morals and Legislation; Theory of Fictions
86. Johann Wolfgang von Goethe – Faust; Poetry and Truth
87. Jean Baptiste Joseph Fourier – Analytical Theory of Heat
88. Georg Wilhelm Friedrich Hegel – Phenomenology of Spirit; Philosophy of Right; Lectures on the Philosophy of History
89. William Wordsworth – Poems
90. Samuel Taylor Coleridge – Poems; Biographia Literaria
91. Jane Austen – Pride and Prejudice; Emma
92. Carl von Clausewitz – On War
93. Stendhal – The Red and the Black; The Charterhouse of Parma; On Love
94. Lord Byron – Don Juan
95. Arthur Schopenhauer – Studies in Pessimism
96. Michael Faraday – Chemical History of a Candle; Experimental Researches in Electricity
97. Charles Lyell – Principles of Geology
98. Auguste Comte – The Positive Philosophy
99. Honoré de Balzac – Père Goriot; Eugenie Grandet
100. Ralph Waldo Emerson – Representative Men; Essays; Journal
101. Nathaniel Hawthorne – The Scarlet Letter
102. Alexis de Tocqueville – Democracy in America
103. John Stuart Mill – A System of Logic; On Liberty; Representative Government; Utilitarianism; The Subjection of Women; Autobiography
104. Charles Darwin – The Origin of Species; The Descent of Man; Autobiography
105. Charles Dickens – Pickwick Papers; David Copperfield; Hard Times
106. Claude Bernard – Introduction to the Study of Experimental Medicine
107. Henry David Thoreau – Civil Disobedience; Walden
108. Karl Marx – Capital; Communist Manifesto
109. George Eliot – Adam Bede; Middlemarch
110. Herman Melville – Moby-Dick; Billy Budd
111. Fyodor Dostoevsky – Crime and Punishment; The Idiot; The Brothers Karamazov
112. Gustave Flaubert – Madame Bovary; Three Stories
113. Henrik Ibsen – Plays
114. Leo Tolstoy – War and Peace; Anna Karenina; What is Art?; Twenty-Three Tales
115. Mark Twain – The Adventures of Huckleberry Finn; The Mysterious Stranger
116. William James – The Principles of Psychology; The Varieties of Religious Experience; Pragmatism; Essays in Radical Empiricism
117. Henry James – The American; The Ambassadors
118. Friedrich Wilhelm Nietzsche – Thus Spoke Zarathustra; Beyond Good and Evil; The Genealogy of Morals; The Will to Power
119. Jules Henri Poincaré – Science and Hypothesis; Science and Method
120. Sigmund Freud – The Interpretation of Dreams; Introductory Lectures on Psychoanalysis; Civilization and Its Discontents; New Introductory Lectures on Psychoanalysis
121. George Bernard Shaw – Plays and Prefaces
122. Max Planck – Origin and Development of the Quantum Theory; Where Is Science Going?; Scientific Autobiography
123. Henri Bergson – Time and Free Will; Matter and Memory; Creative Evolution; The Two Sources of Morality and Religion
124. John Dewey – How We Think; Democracy and Education; Experience and Nature; Logic: the Theory of Inquiry
125. Alfred North Whitehead – An Introduction to Mathematics; Science and the Modern World; The Aims of Education and Other Essays; Adventures of Ideas
126. George Santayana – The Life of Reason; Skepticism and Animal Faith; Persons and Places
127. Vladimir Lenin – The State and Revolution
128. Marcel Proust – Remembrance of Things Past
129. Bertrand Russell – The Problems of Philosophy; The Analysis of Mind; An Inquiry into Meaning and Truth; Human Knowledge, Its Scope and Limits
130. Thomas Mann – The Magic Mountain; Joseph and His Brothers
131. Albert Einstein – The Meaning of Relativity; On the Method of Theoretical Physics; The Evolution of Physics
132. James Joyce – 'The Dead' in Dubliners; A Portrait of the Artist as a Young Man; Ulysses
133. Jacques Maritain – Art and Scholasticism; The Degrees of Knowledge; The Rights of Man and Natural Law; True Humanism
134. Franz Kafka – The Trial; The Castle
135. Arnold J. Toynbee – A Study of History; Civilization on Trial
136. Jean-Paul Sartre – Nausea; No Exit; Being and Nothingness
137. Aleksandr Solzhenitsyn – The First Circle; The Cancer Ward

## Dados de publicação
- Mortimer Adler, Como ler um livro: A arte de obter uma educação liberal, (1940)
  - Edição de 1967 publicada com o subtítulo A Guide to Reading the Great Books
  - Edição revisada de 1972, co-autor Charles Van Doren, Nova York: Simon e Schuster.